# Off the Map (série de televisão)
Off the Map é uma série de televisão dos Estados Unidos do gênero drama médico, que vai ao ar na ABC. Foi criada por Jenna Bans, que também serve como produtora executiva, junto com Shonda Rhimes e Betsy Beers. A série estreou em 12 de janeiro de 2011 às 10:00 da noite. Embora filmada no Havaí, a série é definida em um remoto vilarejo da América do Sul, onde seis médicos de pesquisa, por razões que levaram cada um deles para a medicina. Em 13 de maio de 2011, a ABC anunciou o cancelamento da série.

## Sinopse
Em Off the Map, seis médicos que perderam a esperança vão para os confins da selva sul-americana para relembrar os motivos pelos quais decidiram se tornar médicos. Todos estão fugindo de seus demônios pessoais, mas não são os únicos com uma bagagem emocional enorme: os pacientes que são atendidos na clínica minúscula e precária por eles comandada também têm muitas histórias a contar.
Os episódios tratam de diversos assuntos, desde lesões musculares, até leucemia, passando pelos dramas das famílias envolvidas e principalmente, pelos conflitos internos de cada médico. O desafio em manter uma clínica neste local está presente na dificuldade em lidar com o idioma local, a falta de recursos que a clínica enfrenta e o medo de ter uma vida perdida em suas mãos. Os episódios buscam sempre transmitir uma mensagem de esperança e fraternidade ao final da exibição.
A série conta com Mamie Gummer ("Ao Entardecer" e filha da atriz Meryl Streep), Zach Gilford (o Matt de Friday Night Lights), Caroline Dhavernas (a Jaye de Wonderfalls) e Rachelle Lefèvre (a Victoria dos filmes da saga Crepúsculo) no elenco.

## Elenco

### Elenco principal
- Jonathan Castellanos como Charlie
- Valerie Cruz como Zitajalehrena Alvarez (Zee)
- Caroline Dhavernas como Lily Brenner
- Jason Winston George como Otis Cole
- Zach Gilford como Tommy Fuller
- Mamie Gummer como Mina Minard
- Martin Henderson como o Dr. Ben Keeton
- Rachelle Lefevre como a Dra. Ryan Clark, uma jovem médica que trabalha em uma clínica médica sul-americana.

### Convidados
- Michael McKean como Ed (um episódio)[7]